# しょうけい館
しょうけい館（しょうけいかん）は、東京都千代田区にある博物館で、日本の傷痍軍人に関する史料の収集・保存・展示を行っている。館名には「承継」の意味があり、「戦傷病者史料館」の名称を附記する。
戦時中及び戦後の戦傷病に関する体験等を伝える施設で、厚生労働省が設置した国立施設である。2013年11月までは厚生労働省所管の財団法人日本傷痍軍人会が運営していたが会員の高齢化と減少により解散し、それに伴い管理主体は変更された。

## 事業
- 展示事業
- 図書映像資料等閲覧事業
- 関連情報提供事業

## 概要
- 1階フロア[2]
  - 企画展示コーナー
  - 証言映像シアター
企画展示と証言映像は年に数回程度内容が変更される
  - 戦傷病者と援護の歩み
  - 平和へのメッセージ
  - 図書閲覧室
  - 情報検索コーナー
- 2階フロア[2]
  - 戦争とその時代
  - 戦場での受傷病と治療
  - 野戦病院実物大ジオラマ
  - 本国への搬送
  - 帰還後の労苦
  - 戦後の労苦

- 入館料金　無料
- 休館日
  - 月曜（祝日・振替休日の場合はその翌日）
  - 年末年始
- 所在地　東京都千代田区九段南1-5-13

## 沿革
- 2006年　開館